# Ejecutivo (escultura)
Ejecutivo es una escultura situada en el centro de la ciudad española de Albacete.
Está localizada en la céntrica plaza de Gabriel Lodares de la capital albaceteña, en los jardines próximos a la entrada principal del parque Abelardo Sánchez.
Se trata de una figura masculina con atuendo de ejecutivo de pie y con las brazos en la espalda. Su cabeza, partida, no posee rasgos humanos.
Fue inaugurada en 2002. Es obra del escultor Arturo Martínez, cuya trayectoria artística le ha llevado a exponer sus obras en lugares como París, Bruselas, Nueva York o Chicago.